# Casimir Bumiller (Historiker)
 Casimir Bumiller (* 1951 in Hechingen) ist ein deutscher Historiker. Er arbeitet hauptsächlich an Themen der Orts- und Landesgeschichte mit regionalem Schwerpunkt für das Gebiet der ehemaligen Hohenzollernschen Lande sowie den angrenzenden Landstrichen und Ortschaften im südwürttembergischen und südbadischen Raum und ist bekannt durch zahlreiche Publikationen, die häufig auch im Rahmen der Begleitung oder Leitung von Museums- und Ausstellungsprojekten entstanden.

## Leben und Wirken
Casimir Bumiller wuchs in Jungingen auf und ging in Hechingen zur Schule. Er studierte Geschichte, Germanistik und Politikwissenschaften an der Universität Freiburg. Von 1980 bis 1984 war er Wissenschaftlicher Mitarbeiter am dortigen Historischen Seminar und promovierte 1985 in Freiburg mit einem Thema zur Sozialgeschichte der Grafschaft Zollern im Spätmittelalter zum Dr. phil.
Von 1986 bis 1987 arbeitete er beim Kulturamt von Singen und begleitete die Vorbereitungen zur damaligen 1200-Jahr-Feier der Stadt. Ab dem Jahre 1988 betätigte er sich freiberuflich als Publizist und als Kurator von historischen Ausstellungen. Er verfasste zahlreiche Chroniken verschiedener Städte und Gemeinden hauptsächlich im südlichen Teil von Baden-Württemberg.
Von 2004 bis 2005 leitete er kommissarisch das Kultur- und Museumszentrum im Wasserschloss Glatt unter anderem mit den historischen Museen zur ehemaligen Herrschaft Glatt und dem Adel am oberen Neckar.
Casimir Bumiller hatte 2006 bei der Sonderausstellung in Sigmaringen über den Adel im Wandel an federführender Stelle mitgewirkt. Die Ausstellung fand aus Anlass der 200 Jahre zurückliegenden Mediatisierung statt und erfolgte im Auftrag der Gesellschaft Oberschwaben für Geschichte und Kultur und des Landes Baden-Württemberg. Die Ausstellung vermittelte einem größeren Publikum die bis heute sehr lebendige Geschichte und gesellschaftliche Präsenz des Adels im südlichen Baden-Württemberg mit einem Schwerpunkt auf die Häuser der Schwäbischen Hohenzollern, der von Fürstenberg und der von Waldburg sowie den Häusern Baden, Königsegg und Quadt. Auch ehemals zu den Reichsrittern gehörige Geschlechter wie etwa die von Freyberg und von Stauffenberg oder die württembergischen Adelsfamilien Koenig-Warthausen und Zeppelin waren Gegenstand dieser umfangreich angelegten Sonderausstellung.

## Forschung und Lehre
Zu den Arbeitsgebieten Bumillers gehören neben der Adelsforschung insbesondere des Mittelalters die Forschung zu den Hexenverfolgungen der frühen Neuzeit sowie generell die Sozial- und Alltagsgeschichte des ländlichen Raums. Auch die Psychohistorie zählt zu seinen Interessen.
Casimir Bumiller nahm an den Historischen Seminaren der Universitäten in Freiburg im Breisgau sowie in Basel jeweils einen Lehrauftrag wahr. Im Jahre 2011 wurde Bumiller auch Mitglied des Alemannischen Instituts in Freiburg.

## Privates
Casimir Bumiller hat Bollschweil südlich von Freiburg als Wohnsitz gewählt. Dort ist er 2006 der genossenschaftlichen Bürgergaststätte Bolando beigetreten, nachdem in Bollschweil das letzte Lokal geschlossen hatte, in welchem Bumiller als Vorsitzender des historischen Vereins am Ort Sitzungen und Veranstaltungen abhalten konnte. Die genossenschaftlich betriebene Bürgergaststätte Bolando hat sich in Bollschweil seither erfolgreich etabliert.

## Veröffentlichungen (Auswahl)
- (als Mitautor): Habermus und Suppenwürze: Singens Weg vom Bauerndorf zur Industriestadt. Verlag Stadler, Konstanz 1987, ISBN 3-7977-0180-2.
- (mit Hedwig Röckelein): Ein unruhig Poet: Nicodemus Frischlin 1547–1590 (= Veröffentlichungen des Stadtarchivs Balingen, Band 2). Balingen 1990.
- Studien zur Sozialgeschichte der Grafschaft Zollern im Spätmittelalter (= Arbeiten zur Landeskunde Hohenzollerns, Band 14), Jan Thorbecke Verlag, Sigmaringen 1990, ISBN 3-7995-6214-1.
- Wilflingen. Ein Geschichts- und Heimatbuch. Geiger-Verlag, Horb am Neckar 1994, ISBN 3-89264-934-0.
- (mit Magdalene Wulfmeier): Konrad und Ulrich von Jungingen. Beiträge zur Biografie der beiden Deutschordenshochmeister, Geiger-Verlag, Horb a. Neckar 1995.
- Hohentwiel. Die Geschichte einer Burg zwischen Festungsalltag und großer Politik. Verlag Stadler, Konstanz 1997, ISBN 3-7977-0370-8.
- Die Herren von Rechberg und die Formierung der Herrschaft Schramberg. In: Schramberg. Herrschaft – Markflecken – Industriestadt. Hrsg. v. Museums- und Geschichtsverein Schramberg u. d. Großen Kreisstadt Schramberg, Schramberg 2004, S. 83–94, online, RTF.
- (als Herausgeber): Kultur- und Museumszentrum Schloss Glatt. Führer durch die Dauerausstellung im Adels- und Schlossmuseum,  Gesellschaft Schloss Glatt e. V., Sulz am Neckar 2005, ISBN 978-3-00-016930-4.
- Geschichte der Stadt Schömberg. Stadt Schömberg, Schömberg 2005.
- (mit Stefan Schmidt-Lawrenz): Führer durch das Hohenzollerische Landesmuseum. Hohenzollerisches Landesmuseum, Hechingen 2006.
- (als Herausgeber): Adel im Wandel. 200 Jahre Mediatisierung in Oberschwaben. Ausstellungskatalog Sigmaringen 2006. Jan Thorbecke Verlag, Ostfildern 2006, ISBN 3-7995-0216-5.
- Geschichte der Schwäbischen Alb. Von der Eiszeit bis zur Gegenwart. Casimir Katz Verlag, Gernsbach 2008, ISBN 978-3-938047-41-5.
- Ursula von Rosenfeld und die Tragödie des Hauses Baden. Casimir Katz Verlag, Gernsbach 2010, ISBN 978-3-938047-51-4.
- (mit Stefan Feucht und Marlene Pellhammer): Das Haus Baden am Bodensee. Katalog zur Ausstellung in Schloss Salem vom 19. Mai bis 7. Oktober 2012. Staatliche Schlösser und Gärten Baden-Württemberg, Bruchsal 2012.
- (als Herausgeber mit Bernhard Rüth und Edwin Ernst Weber): Mäzene, Sammler, Chronisten. Die Grafen von Zimmern und die Kultur des schwäbischen Adels. Katalog zur Ausstellung im Schloss Meßkirch und im Dominikanermuseum Rottweil, Belser Verlag, Stuttgart 2012, ISBN 978-3-7630-2625-8 (Inhalt, PDF).
- Zwischen Alb und Alpen. Die Grafen von Gammertingen in der politischen Welt des Hochmittelalters. Stadt Gammertingen und Südverlag, Konstanz 2019, ISBN 978-3-87800-132-4.[3]
- (mit Armin Heim): Museum Oberes Donautal. Ifflinger Schloss. Fridingen an der Donau. Gmeiner-Verlag, Meßkirch 2020, ISBN 978-3-8392-2888-3.
- Ritterburg und Grafenschloss. Die Geschichte der Burg Wehrstein. Mit Beiträgen von Hans Peter Müller, Stefan Uhl, Bertram Jenisch et al. Gmeiner-Verlag, Meßkirch, 2022. ISBN 978-3-8392-2954-5.
- Der Bauernkrieg im Hegau 1524/25. Rekonstruktion einer revolutionären Bewegung. Gmeiner-Verlag, Meßkirch 2024, ISBN 978-3-8392-0572-3.